# Jimmy Barnes

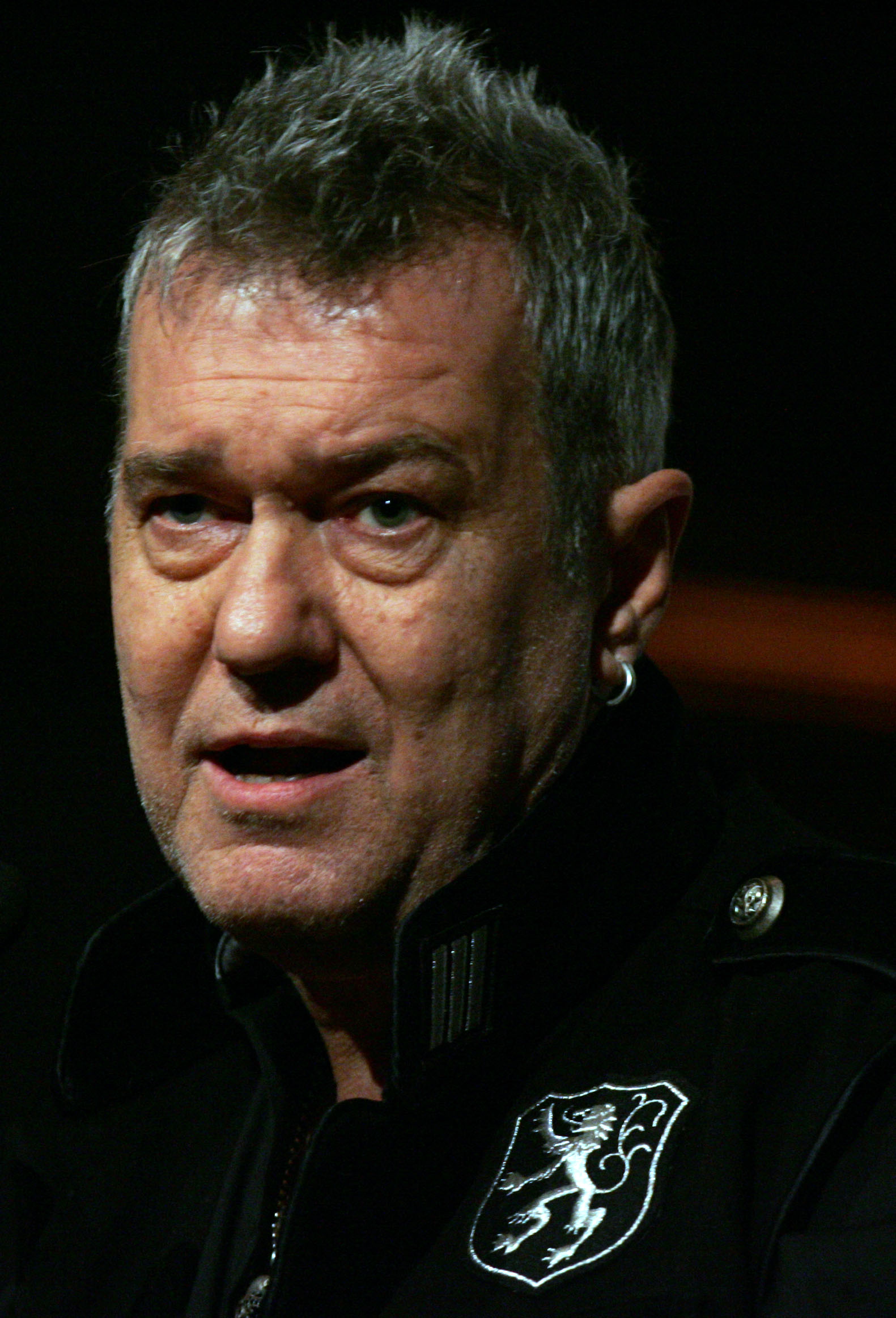
Jimmy Barnes 2014

Jimmy Barnes (* 28. April 1956 in Glasgow, Schottland; geboren James Dixon Swan), Spitzname Barnesy, ist ein australischer Rockmusiker. Mit 14 Nummer-eins-Alben ist er der erfolgreichste Musiker in den australischen Charts.

## Karriere
Als Jimmy Barnes vier Jahre alt war, wanderte seine Familie von Schottland nach Australien aus und ließ sich in Adelaide nieder. Ursprünglich hieß er James Swan, seinen neuen Nachnamen hat er von seinem Stiefvater aus der zweiten Ehe seiner Mutter.
Als Jugendlicher spielte er zuerst in einer Band namens Tarkus, bevor er sich mit 17 Jahren als Sänger den Musikern anschloss, die Ende der 70er / Anfang der 80er Jahre als Cold Chisel über Australien hinaus bekannt wurden. Auf dem Höhepunkt ihres Erfolgs trennte sich die Band und Barnes startete sofort eine Solokarriere. Nur wenige Monate nachdem das letzte Bandalbum im April 1984 auf Platz eins in Australien gelandet war, veröffentlichte er sein Solodebüt Bodyswerve, das ihn wieder an die Chartspitze zurückbrachte.
Nachdem im Jahr darauf sein zweites Album Working Class Man erneut auf Platz eins landete, versuchte er an den internationalen Erfolg, den er mit der Band gehabt hatte, anzuknüpfen. In den USA erschien eine Neuzusammenstellung aus seinen ersten beiden Alben unter seinem Namen als Titel und es verpasste nur knapp die Top 100 der Albumcharts, ebenso wie das folgende Album Freight Train Heart, das in Australien seine dritte Nummer eins wurde. Dafür konnte er in den USA zwei Songs in den Hot 100 platzieren. In Europa erschien die Zusammenstellung unter dem Titel A Week Away from Paradise, konnte aber nur vereinzelt Erfolge verzeichnen, zum Beispiel in Schweden, wo dieses und das Nachfolgealbum unter die Top 25 kam.
In Großbritannien hatte Jimmy Barnes nur einen einzigen Hit, eine Coverversion des Easybeats-Songs Good Times aufgenommen zusammen mit der Band INXS, die zudem noch vom Soundtrack des Films The Lost Boys stammt. Sie kam 1987 in die UK-Charts und war in Neuseeland sogar ein Nummer-eins-Hit. Im selben Jahr hatte er mit Too Much Ain't Enough Love auch seinen einzigen Nummer-eins-Hit in Australien unter seinen bislang zwölf Top-10-Hits. In den USA war es ein Nummer-3-Hit in den Mainstream-Rock-Charts.
Während er international den Erfolg nicht aufrechterhalten konnte, setzte sich die Serie seiner Top-Alben fort. Mit der Live-LP Barnestorming, Two Fires und Soul Deep setzte er bis 1991 seine Serie von Nummer-eins-Alben fort. Letztgenanntes Album ist eine Reminiszenz an den Soul und R&B der 60er Jahre und enthält Coverversionen alter Hits zum Teil zusammen mit anderen Künstlern. Mit John Farnham nahm er zum Beispiel When Something Is Wrong with My Baby auf, das als Single Platz drei erreichte. Mit Tina Turner nahm er ihren alten Hit River Deep, Mountain High auf, der zusammen mit einer gemeinsamen Aufnahme von Turners damals aktuellem Hit Simply the Best auf Single erschien. Mit über 600.000 verkauften Exemplaren war Soul Deep Barnes’ erfolgreichstes Album und das meistverkaufte Album des Jahres in Australien.
Obwohl der Erfolg durch die gesamten 90er Jahre anhielt und auch die folgenden drei Alben wieder alle auf Platz zwei der australischen Charts landeten, brachten ihn sein sorgloser Umgang mit Geld und seine aufwändigen Produktionen und Touren in finanzielle Schwierigkeiten, so dass er Mitte der 90er seinen Besitz verkaufen und zeitweise ins Ausland ziehen musste.

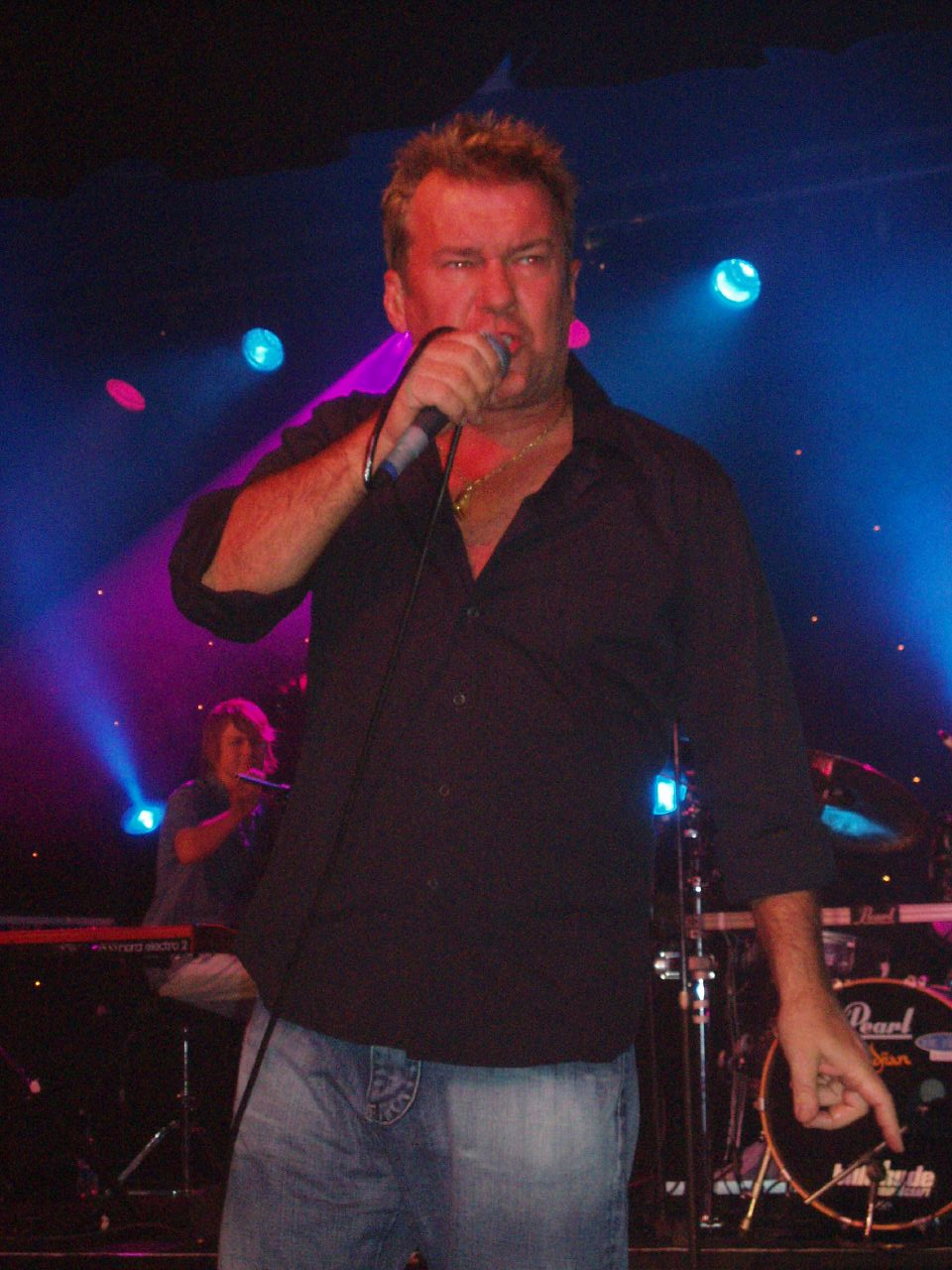
Jimmy Barnes 2006 in Sydney

Während seiner ganzen Solozeit gab es immer wieder Gerüchte um eine Wiedervereinigung von Cold Chisel und immer wieder hatten alte Aufnahmen und Zusammenstellungen der Band Erfolg in den Charts. Und 1997 kam es dann tatsächlich zu einer Neuauflage, die zum Nummer-eins-Album The Last Wave of Summer führte. Danach gab es zwar immer wieder den ein oder anderen gemeinsamen Auftritt mit den alten Bandkollegen, aber bereits 1999 setzte Jimmy Barnes seine Solokarriere mit dem Album Love and Fear fort. Im Jahr darauf knüpfte er mit Soul Deeper an das Soulalbum von 1991 an. International war er 2000 mit einem Auftritt bei der Schlussfeier der Olympischen Spiele in Sydney zu sehen. Danach folgte seine erste längere Pause.
Erst 2005 erschien sein nächstes Album Double Happiness, das ausschließlich im Duett eingesungene Lieder enthält, einige davon auch mit seinen eigenen Kindern. In den Albumcharts erreichte er nach dem Best-of-Album Hits 1996 zum achten Mal Platz eins. Und nach 1993 als Mitglied von Cold Chisel wurde er in diesem Jahr auch als Solokünstler in die ARIA Hall of Fame aufgenommen.
Trotz einer Herzoperation erschien 2007 wieder ein neues Album, Out in the Blue, und zwei Jahre später folgte The Rhythm and the Blues. Damit erreichte er zum neunten Mal Platz eins in den australischen Albumcharts, womit er alleiniger Rekordhalter unter den einheimischen Künstlern ist.

## Diskografie

### Alben

#### Studioalben
| Jahr | Titel                                    | Höchstplatzierung, Gesamtwochen, AuszeichnungChartplatzierungen (Jahr, Titel, Platzierungen, Wochen, Auszeichnungen, Anmerkungen) | Höchstplatzierung, Gesamtwochen, AuszeichnungChartplatzierungen (Jahr, Titel, Platzierungen, Wochen, Auszeichnungen, Anmerkungen) | Höchstplatzierung, Gesamtwochen, AuszeichnungChartplatzierungen (Jahr, Titel, Platzierungen, Wochen, Auszeichnungen, Anmerkungen) | Anmerkungen                                                                         |
| Jahr | Titel                                    | AU | NZ | US | Anmerkungen                                                                         |
| ---- | ---------------------------------------- | --- | --- | --- | ----------------------------------------------------------------------------------- |
| 1984 | Bodyswerve                               | AU1 ×2DoppelplatinAU | NZ35 Gold · (2 Wo.)NZ | — |                                                                                     |
| 1985 | For the Working Class Man                | AU1 ×7SiebenfachplatinAU | NZ2 ×2Doppelplatin · (45 Wo.)NZ                                                                                                   | — |                                                                                     |
| 1986 | Jimmy Barnes / A Week Away from Paradise | — | — | US109 (16 Wo.)US | in den USA als Jimmy Barnes, in Europa als A Week Away from Paradise veröffentlicht |
| 1987 | Freight Train Heart                      | AU1 ×5Fünffachplatin · (… Wo.)AU                                                                                                  | NZ5 ×3Dreifachplatin · (28 Wo.)NZ                                                                                                 | US104 (15 Wo.)US |                                                                                     |
| 1990 | Two Fires                                | AU1 ×6Sechsfachplatin · (60 Wo.)AU                                                                                                | NZ1 ×3Dreifachplatin · (49 Wo.)NZ                                                                                                 | — |                                                                                     |
| 1991 | Soul Deep                                | AU1 ×10Zehnfachplatin · (36 Wo.)AU                                                                                                | NZ3 ×3Dreifachplatin · (33 Wo.)NZ                                                                                                 | — | Erstveröffentlichung: 8. November 1991                                              |
| 1993 | Heat                                     | AU2 Platin · (24 Wo.)AU | NZ3 Gold · (13 Wo.)NZ | — | Erstveröffentlichung: 26. März 1993                                                 |
| 1993 | Flesh and Wood                           | AU2 ×3Dreifachplatin · (16 Wo.)AU                                                                                                 | NZ9 Gold · (8 Wo.)NZ | — | Erstveröffentlichung: 6. Dezember 1993                                              |
| 1995 | Psyclone                                 | AU2 Gold · (5 Wo.)AU | NZ38 (6 Wo.)NZ | — | Erstveröffentlichung: 30. Juni 1995                                                 |
| 1999 | Love and Fear                            | AU22 Gold · (3 Wo.)AU | — | — | Erstveröffentlichung: 5. November 1999                                              |
| 2000 | Soul Deeper … Songs from the Deep South  | AU3 Platin · (11 Wo.)AU | NZ15 Platin · (4 Wo.)NZ | — | Erstveröffentlichung: 17. November 2000                                             |
| 2005 | Double Happiness                         | AU1 Platin · (16 Wo.)AU | NZ29 (2 Wo.)NZ | — | Erstveröffentlichung: 18. Juli 2005                                                 |
| 2007 | Out in the Blue                          | AU3 Platin · (8 Wo.)AU | — | — | Erstveröffentlichung: 24. November 2007                                             |
| 2009 | The Rhythm and the Blues                 | AU1 Platin · (15 Wo.)AU | — | — | Erstveröffentlichung: 28. August 2009                                               |
| 2010 | Rage and Ruin                            | AU3 Gold · (9 Wo.)AU | NZ20 (2 Wo.)NZ | — | Erstveröffentlichung: 27. August 2010                                               |
| 2014 | 30:30 Hindsight                          | AU1 Platin · (24 Wo.)AU | NZ20 Platin · (5 Wo.)NZ | — | Erstveröffentlichung: 29. August 2014                                               |
| 2016 | Soul Searchin’                           | AU1 (14 Wo.)AU | — | — | Erstveröffentlichung: 3. Juni 2016                                                  |
| 2017 | Och Aye the G’nu                         | AU34 (1 Wo.)AU | — | — | Erstveröffentlichung: 31. März 2017 mit The Wiggles                                 |
| 2019 | My Criminal Record                       | AU1 (9 Wo.)AU | — | — | Erstveröffentlichung: 31. Mai 2019                                                  |
| 2021 | Flesh and Blood                          | AU1 (7 Wo.)AU | NZ6 (1 Wo.)NZ | — | Erstveröffentlichung: 2. Juli 2021                                                  |
| 2022 | Soul Deep 30                             | AU1 (2 Wo.)AU | — | — | Erstveröffentlichung: 17. Juni 2022                                                 |
| 2022 | Blue Christmas                           | AU1 (5 Wo.)AU | — | — | Erstveröffentlichung: 25. November 2022                                             |
| 2025 | Defiant                                  | AU1 (… Wo.)AU | — | — | Erstveröffentlichung: 6. Juni 2025                                                  |

#### Livealben
| Jahr | Titel                               | Höchstplatzierung, Gesamtwochen, AuszeichnungChartplatzierungen (Jahr, Titel, Platzierungen, Wochen, Auszeichnungen, Anmerkungen) | Höchstplatzierung, Gesamtwochen, AuszeichnungChartplatzierungen (Jahr, Titel, Platzierungen, Wochen, Auszeichnungen, Anmerkungen) | Höchstplatzierung, Gesamtwochen, AuszeichnungChartplatzierungen (Jahr, Titel, Platzierungen, Wochen, Auszeichnungen, Anmerkungen) | Anmerkungen                         |
| Jahr | Titel                               | AU | NZ | US | Anmerkungen                         |
| ---- | ----------------------------------- | --- | --- | --- | ----------------------------------- |
| 1988 | Barnestorming                       | AU1 ×5Fünffachplatin · (19 Wo.)AU                                                                                                 | NZ1 Platin · (12 Wo.)NZ | — | Erstveröffentlichung: November 1988 |
| 2019 | My Criminal Record / Modus Operandi | AU48 (1 Wo.)AU | — | — |                                     |

Weitere Livealben
- 1995: Euro Summer ’94
- 2001: Raw / Raw – Live in Concert
- 2001: Double Jeopardy
- 2002: Live at the Chapel (Unplugged)
- 2003: Soul Deeper Live at the Basement
- 2004: Ride the Night Away – Live Shepherds Bush Empire 2001
- 2006: Live at Lizottes
- 2006: Live in London!! August ’06
- 2006: Live in Concert!!
- 2008: Live at the Sydney Opera House – Max Sessions
- 2008: Live at the Playroom ’84
- 2009: Live at the Enmore

#### Kompilationen
| Jahr | Titel                               | Höchstplatzierung, Gesamtwochen, AuszeichnungChartplatzierungen (Jahr, Titel, Platzierungen, Wochen, Auszeichnungen, Anmerkungen) | Höchstplatzierung, Gesamtwochen, AuszeichnungChartplatzierungen (Jahr, Titel, Platzierungen, Wochen, Auszeichnungen, Anmerkungen) | Höchstplatzierung, Gesamtwochen, AuszeichnungChartplatzierungen (Jahr, Titel, Platzierungen, Wochen, Auszeichnungen, Anmerkungen) | Anmerkungen                           |
| Jahr | Titel                               | AU | NZ | US | Anmerkungen                           |
| ---- | ----------------------------------- | --- | --- | --- | ------------------------------------- |
| 1996 | Hits                                | AU1 ×6Sechsfachplatin · (27 Wo.)AU                                                                                                | — | — |                                       |
| 1996 | Barnes Hits Anthology               | — | NZ3 Platin · (22 Wo.)NZ | — |                                       |
| 2003 | The Soul Sessions                   | AU23 (4 Wo.)AU | — | — |                                       |
| 2015 | The Best of the Soul Years          | AU3 (6 Wo.)AU | — | — | Erstveröffentlichung: 14. August 2015 |
| 2018 | Working Class Boy – The Soundtracks | AU3 (5 Wo.)AU | — | — | Erstveröffentlichung: 17. August 2018 |

Weitere Kompilationen
- 2006: In the Heat of the Night
- 2007: 50
- 2016: Soul Searchin: 7in Singles Box

### Singles
| Jahr | Titel Album                                            | Höchstplatzierung, Gesamtwochen, AuszeichnungChartplatzierungen (Jahr, Titel, Album, Platzierungen, Wochen, Auszeichnungen, Anmerkungen) | Höchstplatzierung, Gesamtwochen, AuszeichnungChartplatzierungen (Jahr, Titel, Album, Platzierungen, Wochen, Auszeichnungen, Anmerkungen) | Höchstplatzierung, Gesamtwochen, AuszeichnungChartplatzierungen (Jahr, Titel, Album, Platzierungen, Wochen, Auszeichnungen, Anmerkungen) | Höchstplatzierung, Gesamtwochen, AuszeichnungChartplatzierungen (Jahr, Titel, Album, Platzierungen, Wochen, Auszeichnungen, Anmerkungen) | Anmerkungen                                               |
| Jahr | Titel Album                                            | AU | NZ | UK | US | Anmerkungen                                               |
| ---- | ------------------------------------------------------ | --- | --- | --- | --- | --------------------------------------------------------- |
| 1984 | No Second Prize Bodyswerve                             | AU11?AU | NZ49 (1 Wo.)NZ | — | — |                                                           |
| 1985 | Daylight –                                             | AU14AU | — | — | — |                                                           |
| 1985 | I’d Die to Be with You Tonight Jimmy Barnes            | AU4AU | NZ16 (12 Wo.)NZ | — | — |                                                           |
| 1986 | Working Class Man Jimmy Barnes                         | AU7AU | NZ36 ×2Doppelplatin · (7 Wo.)NZ | — | US74 (8 Wo.)US |                                                           |
| 1986 | Ride the Night Away Jimmy Barnes                       | AU40AU | — | — | — |                                                           |
| 1987 | Good Times The Lost Boys Soundtrack                    | AU2AU | NZ1 Gold · (17 Wo.)NZ | UK18 (8 Wo.)UK | US47 (13 Wo.)US | mit INXS, Coverversion von The Easybeats – Good Times     |
| 1987 | Too Much Ain’t Enough Love Freight Train Heart         | AU1AU | NZ4 (13 Wo.)NZ | — | US91 (2 Wo.)US |                                                           |
| 1988 | Driving Wheels Freight Train Heart                     | AU4AU | NZ19 (15 Wo.)NZ | — | — |                                                           |
| 1988 | Waitin’ for the Heartache Freight Train Heart          | AU33 (6 Wo.)AU | — | — | — |                                                           |
| 1988 | When a Man Loves a Woman Barnestorming                 | AU3 Gold · (12 Wo.)AU | NZ11 (11 Wo.)NZ | — | — | Coverversion von Percy Sledge – When a Man Loves a Woman  |
| 1989 | Last Frontier Barnestorming                            | AU31 (4 Wo.)AU | — | — | — |                                                           |
| 1990 | Lay Down Your Guns Two Fires                           | AU4 Platin · (18 Wo.)AU | NZ12 (16 Wo.)NZ | — | — |                                                           |
| 1990 | Let’s Make It Last All Night Two Fires                 | AU12 (11 Wo.)AU | — | — | — |                                                           |
| 1991 | Little Darling Two Fires                               | AU39 (6 Wo.)AU | — | — | — |                                                           |
| 1991 | When Your Love Is Gone Two Fires                       | AU7 Gold · (18 Wo.)AU | NZ17 (11 Wo.)NZ | — | — |                                                           |
| 1991 | Love Is Enough Two Fires                               | AU48 (2 Wo.)AU | NZ42 (3 Wo.)NZ | — | — |                                                           |
| 1991 | I Gotcha Soul Deep                                     | AU6 Gold · (13 Wo.)AU | NZ27 (6 Wo.)NZ | — | — |                                                           |
| 1991 | When Something Is Wrong with My Baby Soul Deep         | AU3 Platin · (12 Wo.)AU | NZ6 Gold · (10 Wo.)NZ | — | — | mit John Farnham                                          |
| 1992 | Ain’t No Mountain High Enough Soul Deep                | AU28 (10 Wo.)AU | NZ45 (3 Wo.)NZ | — | — |                                                           |
| 1992 | Simply the Best Hits                                   | AU14 (9 Wo.)AU | NZ11 Gold · (10 Wo.)NZ | — | — | mit Tina Turner, Coverversion von Bonnie Tyler – The Best |
| 1993 | Sweat It Out Heat                                      | AU11 (5 Wo.)AU | NZ30 (5 Wo.)NZ | — | — |                                                           |
| 1993 | Stand Up Heat                                          | AU41 (3 Wo.)AU | — | — | — |                                                           |
| 1993 | Stone Cold Heat                                        | AU4 Platin · (16 Wo.)AU | NZ14 (6 Wo.)NZ | — | — |                                                           |
| 1993 | Right by Your Side Heat                                | AU43 (3 Wo.)AU | — | — | — |                                                           |
| 1993 | The Weight Flesh and Wood                              | AU6 Gold · (11 Wo.)AU | NZ41 (3 Wo.)NZ | — | — | mit den Badloves                                          |
| 1995 | Change of Heart Psyclone                               | AU17 (8 Wo.)AU | NZ31 (4 Wo.)NZ | — | — |                                                           |
| 1996 | Lover Lover Hits                                       | AU6 (10 Wo.)AU | NZ13 (6 Wo.)NZ | — | — |                                                           |
| 1997 | Never Give You Up –                                    | AU33 (3 Wo.)AU | — | — | — |                                                           |
| 2000 | Chain of Fools Soul Deeper … Songs from the Deep South | AU15 (4 Wo.)AU | — | — | — |                                                           |
| 2005 | Twelve Days of Christmas –                             | AU26 (4 Wo.)AU | — | — | — | als Teil der Dreamtime Christmas All-Stars                |
| 2005 | Sit on My Knee Double Happiness                        | AU14 (5 Wo.)AU | — | — | — | mit Dallas Crane                                          |
| 2005 | Gonna Take Some Time Double Happiness                  | AU31 (5 Wo.)AU | — | — | — | mit Mahalia Barnes                                        |
| 2006 | Out of Time Double Happiness                           | AU50 (1 Wo.)AU | — | — | — | mit Tim Rogers                                            |

Weitere Singles
- 1984: Promise Me You’ll Call
- 1995: Come Undone
- 2019: Shutting Down Our Town (AU: Gold)

### Videoalben
- 1990: Take One (AU: Platin)

## Auszeichnungen für Musikverkäufe
Anmerkung: Auszeichnungen in Ländern aus den Charttabellen bzw. Chartboxen sind in ebendiesen zu finden.
| Land/RegionAuszeichnungen für Musikverkäufe (Land/Region, Auszeichnungen, Verkäufe, Quellen) | Gold       | Platin       | Verkäufe  | Quellen                           |
| -------------------------------------------------------------------------------------------- | ---------- | ------------ | --------- | --------------------------------- |
| Australien (ARIA)                                                                            | 8× Gold8   | 54× Platin54 | 4.005.000 | aria.com.au                       |
| Neuseeland (RMNZ)                                                                            | 6× Gold6   | 17× Platin17 | 390.000   | aotearoamusiccharts.co.nz NZ2 NZ3 |
| Insgesamt                                                                                    | 14× Gold14 | 71× Platin71 |           |                                   |